# CSM București (férfi kézilabda)
A Clubul Sportiv Municipal Bucureşti, más néven CSM Bucureşti, CSM vagy CSM Bukarest  egy kézilabdacsapat Bukarestben, Romániában. Férfi szakosztályának csapata a román élvonalban, a Liga Naționalăban szerepel.

## A klub története
A klubot 2007. június 19-én alapították, mérkőzéseit az 5300 férőhelyes, Bukarestben található Polyvalent Hall csarnokban játssza, miután saját stadionnal nem rendelkezik. 2014 áprilisától kezdődően együttműködik a német sportszergyártó vállalattal, a Kempával. Legnagyobb sikere a 2016-os kupagyőzelem, aminek következtében kiléphetett a csapat a nemzetközi kupaporondra és szerepelhetett az EHF-kupában.

## Klubsikerek
- Liga Națională:
  - 2. hely (3): 2015, 2016, 2017

- Román Kupa:
  - Győztes: 2016

- EHF Challenge Cup:
  - Győztes: 2018–19

## Játékoskeret
2018–19-es szezon
| Kapusok - 01 Jakub Krupa - 12 Marouen Maggaiz - 16 Ionuț Ciobanu Jobbszélsők - 09 Goce Georgievski - 14 Faruk Vražalić Balszélsők - 52 Chike Onyejekwe - 73 Daniel Bera Beállósok - 13 Adrian Rotaru - 17 Alexandro Pozzer | Balátlövők - 06 Sajjad Esteki - 08 Robert Militaru - 17 Leonardo Santos - 28 Ionuț Ramba Irányítók - 02 Henrique Teixeira - 19 Ramon Şomlea - 29 Aleksandr Tioumentsev - 33 Allahkaram Esteki Jobbátlövők - 97 Bogdan Mănescu |

### A klub korábbi edzői az élvonalban
| Periódus                  | Vezetőedző       |
| ------------------------- | ---------------- |
| 2015. július — iunie 2017 | Zvonko Šundovski |